# João Almino
João Almino (Mossoró, 27 de setembro de 1950) é um escritor e diplomata brasileiro, autor de oito romances. Tem também escritos de história e filosofia política, que são referência para os estudiosos do autoritarismo e a democracia.

## Biografia
Parte de sua obra está traduzida para o inglês, o francês, o espanhol, o italiano, o holandês, o sérvio, entre outras línguas. Em 8 de março de 2017, João Almino foi eleito para a Academia Brasileira de Letras para ocupar a cadeira 22 no lugar de Ivo Pitanguy. Foi recebido em 28 de julho de 2017 pela Acadêmica Ana Maria Machado.
É membro honorário da Academia Norte-rio-grandense de Letras. Em 3 de abril de 2024, Almino foi eleito para a Academia Paranaense de Letras, na Cadeira 4, vaga desde o falecimento do jurista e acadêmico Eduardo Rocha Virmond.
Ensinou na Fundação Universidade de Brasília (UnB), na Universidade Nacional Autônoma do México (UNAM), no Instituto Rio Branco e nas universidades de Berkeley, Stanford e Chicago.
Medalha de Ouro do Rio Branco (primeiro colocado) no Curso de Preparação à Carreira Diplomática do Instituto Rio Branco, João Almino é bacharel em Direito pela Universidade do Estado do Rio de Janeiro. Tem mestrado em sociologia pela Universidade de Brasília, doutorado em História Comparada das Civilizações Contemporâneas pela Escola de Estudos Avançados em Ciências Sociais de Paris (1980) sob a direção do filósofo Claude Lefort e pós-doutorado no Centro de Estudos Avançados da Universidade de São Paulo.
Diplomata, serviu nas Embaixadas do Brasil em Paris, México e Washington. Foi Encarregado de Negócios em Beirute, Ministro-Conselheiro e Encarregado de Negócio em Londres e Cônsul-Geral em São Francisco, Lisboa, Miami, Chicago, Madri e Munique. Foi embaixador em Quito. Diretor do Instituto Rio Branco (2001-2004). Diretor da Agência Brasileira de Cooperação (ABC - 2015-2018).
Condecorado com a Ordem Nacional do Mérito da França (Oficial), o Global Citizens Award pela Universidade de Wisconsin em Madison, a Ordem da Águia Azteca do México (Oficial) e a Ordem de Rio Branco (Grã-Cruz).
É casado com a artista plástica curitibana Bia Wouk, com quem tem duas filhas: Letícia e Elisa.

## Recepção crítica
A crítica literária Beatriz Resende, professora da UFRJ, destacou a centralidade de Brasília na obra de João Almino, observando que o autor “colocou no universo afetivo da literatura brasileira a cidade sem calçadas do delírio modernista”. Em comentário sobre Cidade Livre (2010), Resende ressaltou a representação do período da construção da capital, marcada pela efemeridade e pela violência cotidiana.
A professora e pesquisadora de literatura brasileira Stefania Chiarelli analisou o romance Homem de papel (2022), oitavo livro de João Almino, destacando a presença do conselheiro Aires - personagem de Esaú e Jacó (1904) e Memorial de Aires (1908), de Machado de Assis - como protagonista da narrativa. Segundo Chiarelli, o autor estabelece um diálogo direto com a tradição machadiana ao transportar o personagem para o século XXI, ambientando-o em Brasília e articulando sua voz com novos interlocutores, como a diplomata Flor. A crítica observou que Almino dá continuidade a procedimentos literários de Machado, como a autorreflexividade da narrativa e a convocação do leitor para uma participação ativa na trama.
O professor Hélio de Seixas Guimarães, da Universidade de São Paulo, comentou Homem de papel (2022), destacando a retomada do conselheiro Aires - personagem dos dois últimos romances de Machado de Assis - como narrador e protagonista da obra. Segundo Guimarães, Almino transporta Aires para o Brasil contemporâneo, onde o personagem observa “este nosso tempo regido pela ignorância e pela estupidez” a partir de Brasília, em contraste com os cenários cariocas das narrativas machadianas.
O professor Abel Barros Baptista, da Universidade Nova de Lisboa, escreveu o posfácio de Homem de papel (2022). Segundo ele, João Almino retoma o conselheiro Aires, personagem dos últimos romances de Machado de Assis, para deslocá-lo ao mundo contemporâneo. Essa transposição, de acordo com Baptista, confere ao personagem “interesse a um reputado entediado e movimento a um confirmado defunto”, ao mesmo tempo em que abre espaço para um exercício de metaficção: Aires se reinventa, narrando-se novamente.
Em resenha publicada por Ana Cristina Braga Martes, professora da FGV, Homem de papel (2022) é caracterizado como uma paródia do Memorial de Aires, de Machado de Assis, com incorporação de personagens também presentes em Esaú e Jacó. Segundo Martes, João Almino dá continuidade à trajetória do conselheiro Aires até o século XXI, utilizando ironia e intertextualidade para comentar a história e a política brasileiras.

### Ficção
- Idéias para Onde Passar o Fim do Mundo, Brasiliense, 1987 (reedição 2003)
- Samba-Enredo, 1994 (também em espanhol).
- As Cinco Estações do Amor, 2001; (também publicado em espanhol, em inglês e em italiano)
- O Livro das Emoções, 2008 (também publicado em inglês)
- Cidade Livre, Editora Record, 2010 (também publicado em inglês e em francês)

Esses livros constituem-se no chamado Quinteto de Brasília.
- Enigmas da Primavera, 2015 (também publicado em inglês e em holandês)
- Entre Facas, Algodão, 2017 (também publicado em inglês)
- Homem de Papel, 2022

### Ensaios literários
- Brasil-EUA: Balanço Poético, 1996;
- Escrita em contraponto, 2008 (também publicado em espanhol, como "Tendencias de la literatura brasileña");
- O diabrete angélico e o pavão: Enredo e amor possíveis em Brás Cubas, 2009.

### Outros
- Os Democratas Autoritários, 1980;
- A Idade do Presente, 1985 (também publicado em espanhol);
- Era uma Vez uma Constituinte, 1985;
- O Segredo e a Informação, 1986;
- Naturezas Mortas - A Filosofia Política do Ecologismo, 2004.
- 500 anos de Utopia, 2017.
- Dois ensaios sobre Utopia, 2017.

## Prêmios e indicações

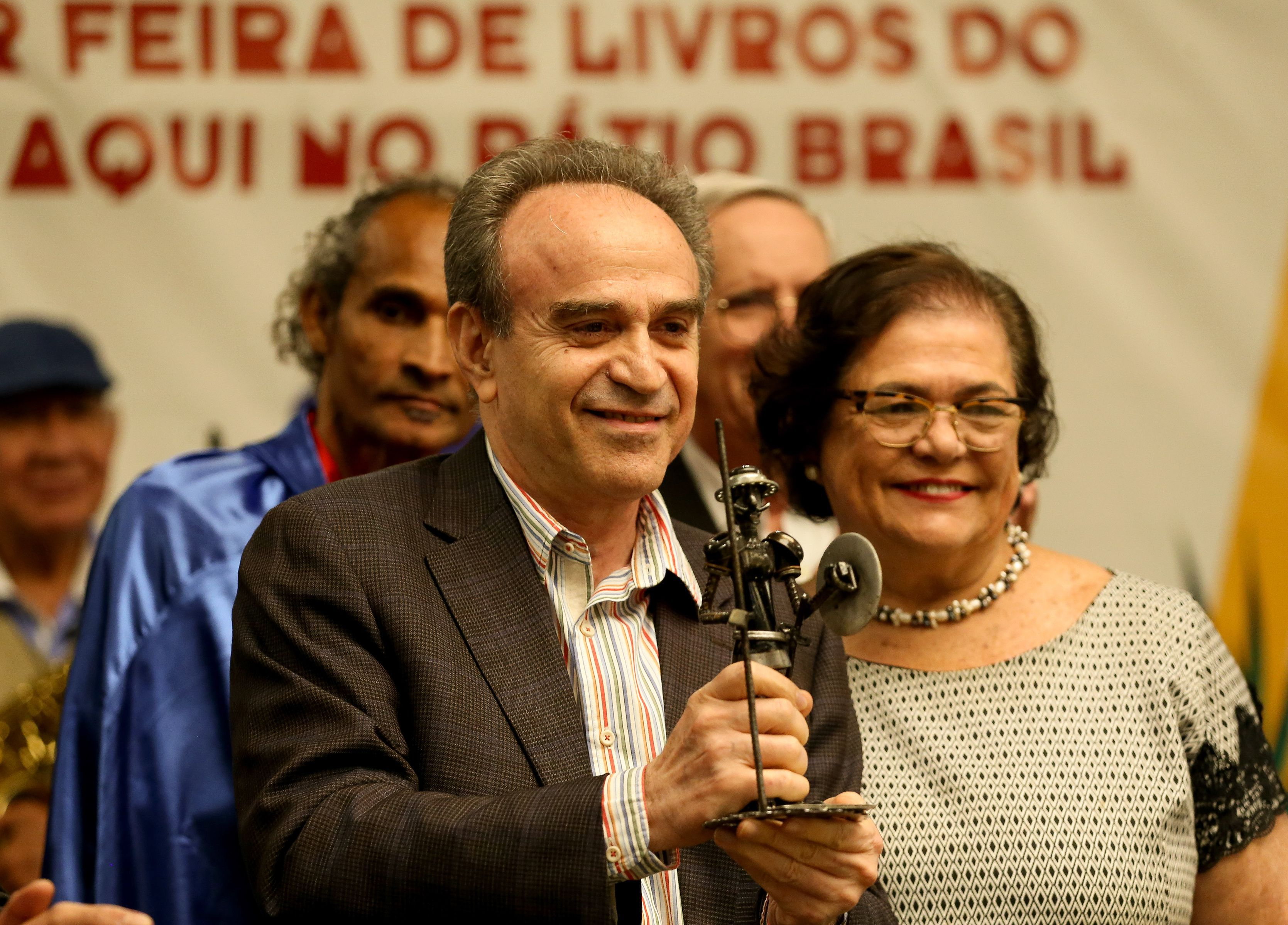
João Almino durante homenagem na 33ª Feira do Livro de Brasília em 2017

### 1988
- indicado ao Prêmio Jabuti, por Idéias para Onde Passar o Fim do Mundo[2]
- Instituto Nacional do Livro, por Idéias para Onde Passar o Fim do Mundo[2]
- Prêmio Candango de Literatura, por Idéias para Onde Passar o Fim do Mundo[2]

### 2003
- Prêmio Casa de las Américas, Cuba, por As Cinco Estações do Amor[13]

### 2009
- indicado ao 7º Prêmio Portugal Telecom de Literatura, por O Livro das Emoções
- indicado ao 6º Prêmio Passo Fundo Zaffari e Bourbon de Literatura, por O Livro das Emoções[14]

### 2011
- vencedor do 7º Prêmio Passo Fundo Zaffari e Bourbon de Literatura, por Cidade Livre[15]
- finalista da 9ª edição do Prêmio Portugal Telecom, por Cidade Livre[16]
- finalista do Prêmio Jabuti, por Cidade Livre[17]

### 2014
- indicado (nominee) ao International IMPAC Dublin Literary Award, por The Book of Emotions ("O livro das emoções")[18]

### 2015
- indicado (nominee) ao International IMPAC Dublin Literary Award, por Free City ("Cidade Livre")[18]

### 2016
- finalista do Prêmio Oceanos de Literatura, por Enigmas da Primavera[19]
- um dos 10 finalistas do Prêmio São Paulo de Literatura, na categoria de melhor romance, por Enigmas da Primavera[20]
- finalista do Prêmio Rio de Literatura, por Enigmas da Primavera[21][22]

### 2017
- Prêmio Jabuti, 2º colocado, por Enigmas da Primavera, em sua edição em inglês, Enigmas of Spring[23]

### 2018
- Prêmio Oceanos, semifinalista, por Entre facas, algodão[24]

### 2023
- Prêmio Jabuti, um dos 10 semifinalistas de romance literário por Homem de Papel[25]
- Prêmio São Paulo de Literatura, um dos 10 finalistas por Homem de Papel[26]